# Blockbuster Entertainment Awards
Il Blockbuster Entertainment Award è stato un riconoscimento annuale, organizzato dalla società Blockbuster, che aveva sede a Los Angeles.

## Storia
Le categorie premiate sono state perlopiù di ambito cinematografico e musicale. Introdotte nel 1994 con unica categoria di premi, le premiazioni sono state abbandonate definitivamente dal 2001.

## Edizioni
L'anno si riferisce allo svolgimento della cerimonia di premiazione, che si tiene all'inizio dell'anno solare successivo rispetto a quello preso in considerazione per i premi, coerentemente con l'impostazione del sito ufficiale del premio.
- 1994
- 1995
- 1996
- 1997
- 1998
- 1999
- 2000
- 2001